# 자보아탕두스구아라라페스

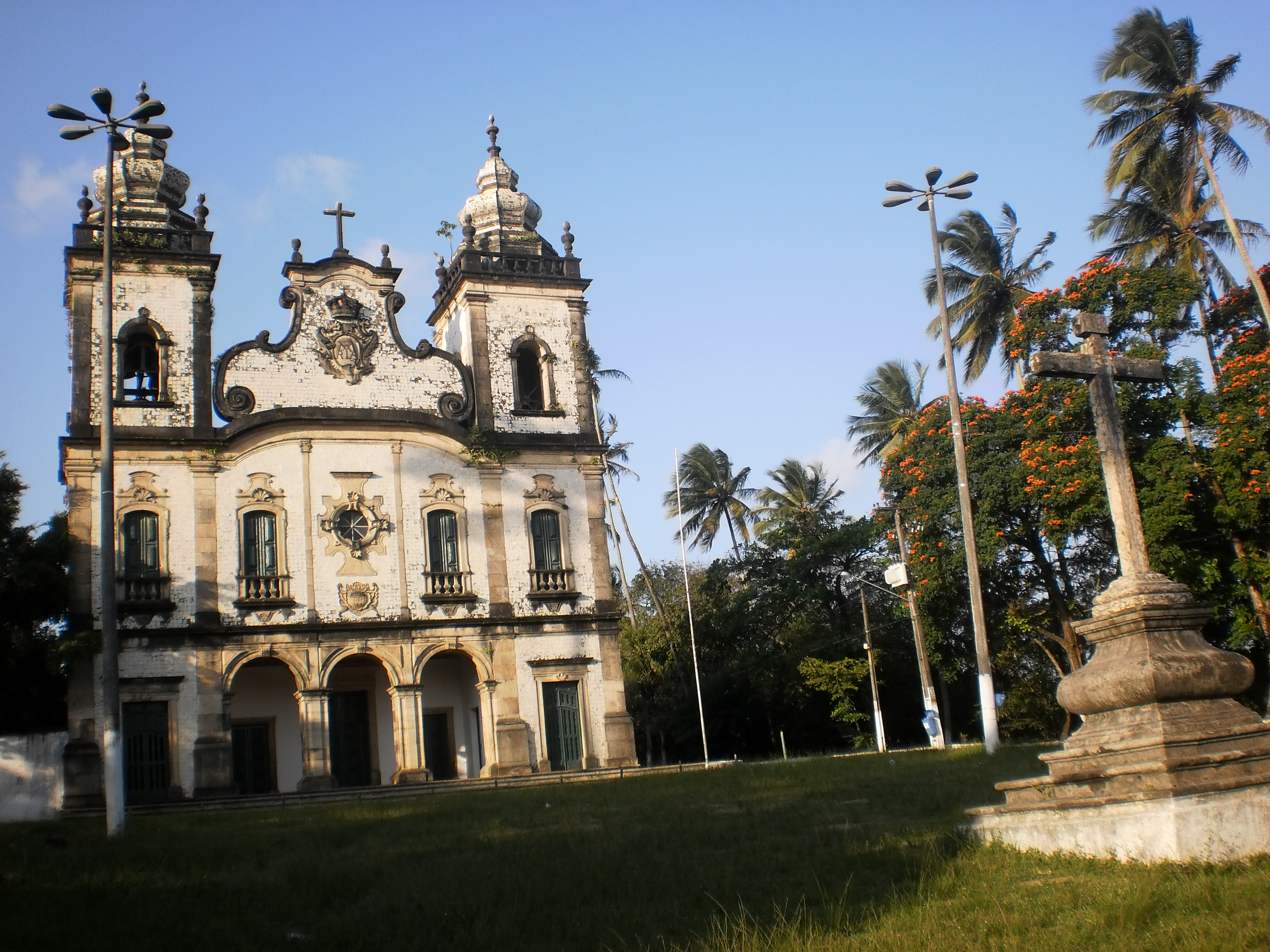

자보아탕두스구아라라페스(포르투갈어: Jaboatão dos Guararapes)는 브라질 북부 페르남부쿠주에 있는 도시이다. 인구 678,346(2008).
헤시피 남쪽에 접한다. 1593년 설립되었으며, 그 후 포르투갈과 네덜란드 사이의 전쟁 때 격전지였다. 19세기 후반부터 발전하기 시작했다. 헤시피의 위성도시로 최근 인구가 급증하고 있다.